# Eulechria
Eulechria é um gênero de traça pertencente à família Agonoxenidae.